# Sainte-Julie, Ain
Sainte-Julie là một xã ở tỉnh Ain, vùng Auvergne-Rhône-Alpes thuộc miền đông nước Pháp.